# Triglavka

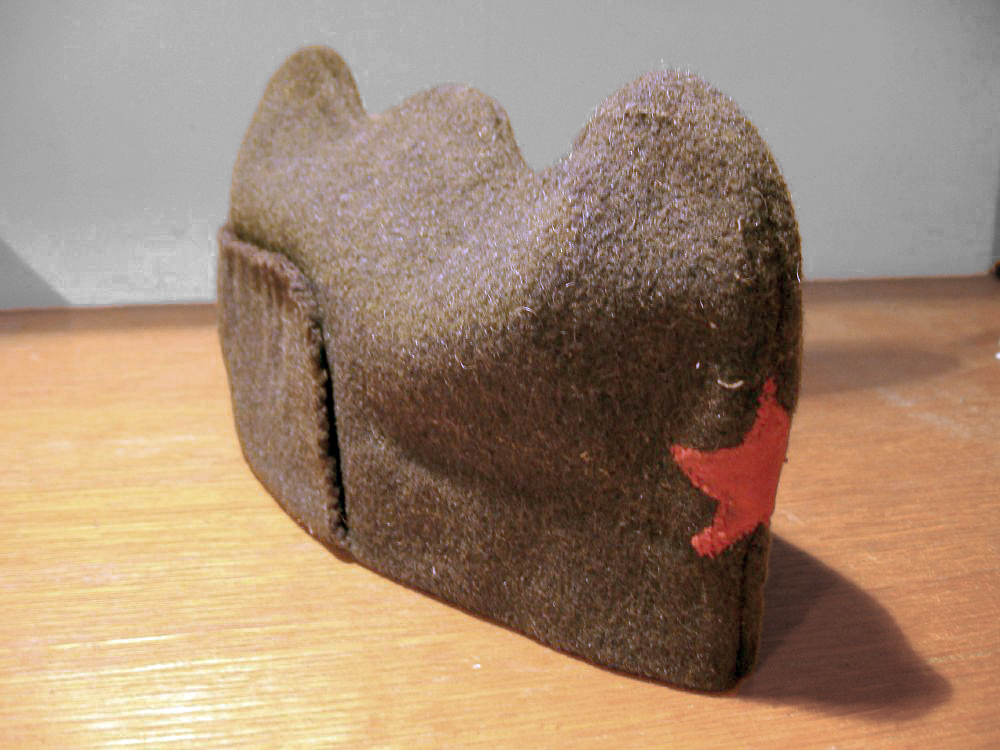
O triglavka fazia parte do uniforme dos guerrilheiros iugoslavos na Croácia, Eslovênia e Bósnia Ocidental. O tipo com uma borda longa na parte posterior era o mais prático e a maioria dos exemplares preservados são desse tipo.

O triglavka ou boné Triglav (na Eslovênia) ou o partizanka ou boné Partizan (na Croácia)  é um boné lateral que fazia parte do uniforme dos partisans iugoslavos na Croácia, Eslovênia e Bósnia ocidental.  Ali, era a parte mais característica do traje partisan.  Apesar do nome comum na Eslovênia, o design do boné não foi inspirado no Monte Triglav, mas era uma cópia de um design de boné usado por soldados da facção republicana espanhola. Os primeiros modelos iugoslavos foram feitos na segunda metade de 1941 em Zagreb pela ativista do Partido Comunista Dobrila Jurić para Vladimir Popović e Otmar Kreačić, ex-combatentes das Brigadas Internacionais e organizadores da Frente de Libertação Croata.  Na Iugoslávia ocupada, o boné teve origem no uso entre os guerrilheiros croatas na Iugoslávia ocidental,  mas rapidamente se espalhou pelo movimento partidário, particularmente entre os guerrilheiros eslovenos.
Os triglavkas eram muito diversos.  Em geral, existiam quatro versões do boné.  Inicialmente, eles tinham três pontas, com as duas na frente e as duas atrás, com cerca de 10cm de altura e o do meio com 14cm alto ou um pouco mais baixo.   A segunda versão tinha cerca de 6cm borda curvada para cima na parte de trás.   A terceira versão tinha o mesmo formato da segunda, com um escudo adicionado na frente.  A terceira versão tinha a borda na parte de trás longa o suficiente para ser cruzada na parte superior e presa com um botão na tampa.   Era muito prático, pois permitia que a ponta fosse enrolada para baixo e presa sob o queixo, protegendo o guerrilheiro do vento e do frio.  Muitas das triglavkas eram delimitadas por uma fita vermelha. 
Nas terras eslovenas, os partizankas apareceram pela primeira vez em março de 1942.  Eles foram inicialmente usados pelo 3º Grupo de Destacamentos, onde foram prescritos por decreto.  Depois se espalharam para a Carniola Inferior e a Carniola Branca. na Alta Carniola, eles apareceram no final do primeiro semestre de 1942, e na Estíria Eslovena, em julho de 1942.  no Litoral, surgiram no segundo semestre de 1942. 
As triglavkas foram o elemento inicial e mais característico do uniforme dos guerrilheiros eslovenos.  Eles foram renomeados para triglavkas em homenagem ao Monte Triglav, que significa literalmente "três cabeças", associado a três grandes deuses eslavos.  Como a subida do Triglav pela sua face norte estava ligada à competição entre eslovenos e alemães no século XIX, a triglavka capturou simbolicamente o principal impulso para a resistência eslovena aos exércitos fascista e nazi, uma libertação nacional.  Desde junho de 1943, foi rapidamente substituído pelo titovka,  especialmente após um decreto sobre bonés em abril de 1944.  Poucos exemplares foram preservados, sendo a maioria do terceiro tipo.  Do primeiro tipo, apenas um exemplar foi preservado, e do segundo tipo, nenhum foi preservado. 
Os guerrilheiros tratavam seus bonés com reverência. Segundo Savo Zlatić, perder o boné era considerado uma vergonha, comparável à perda de uma arma. 
Triglavka foi usado como sugestão para o artigo Triglav de Triglavka (em esloveno: Triglav izpod Triglavke), escrito por France Avčin, um partisan e primeiro presidente do pós-guerra da Associação Alpina da Eslovênia. Foi publicado em 1980 no Planinski Vestnik ("Alpine Gazette"). 